# Eudistoma segmentatum
Eudistoma segmentatum är en sjöpungsart som först beskrevs av Sluiter 1909.  Eudistoma segmentatum ingår i släktet Eudistoma och familjen Polycitoridae. Inga underarter finns listade i Catalogue of Life.